# Manakamana (Gorkha)
Manakamana (Nepali मनकामना) ist ein Village Development Committee (VDC) in Zentral-Nepal im Distrikt Gorkha.
Manakamana befindet sich 12 km südlich der Distrikthauptstadt Gorkha. 
Im VDC liegt zentral ein 1300 m hoher Berg, auf welchem sich der namensgebende Manakamana-Tempel befindet, der beim Erdbeben im Jahr 2015 zerstört wurde. Das VDC wird im Süden vom Trishuli, im Westen vom Marsyangdi und im Nordwesten vom Daraudi begrenzt.  
Der Manakamana-Tempel war ein wichtiger Wallfahrtsort und ein bedeutendes Touristenziel. Besucher erreichten diesen zumeist über die Manakamana-Seilbahn. 

## Einwohner
Bei der Volkszählung 2011 hatte das VDC Manakamana 6203 Einwohner (davon 2876 männlich) in 1392 Haushalten.

## Dörfer und Weiler
Manakamana besteht aus mehreren Dörfern und Weilern. 
Die wichtigsten sind:
- Dandagaun (890 m ⊙)
- Kantar (310 m ⊙)
- Karantar (310 m ⊙)
- Kusumpani (760 m ⊙)
- Manakamana (1300 m ⊙)